# 아파메아
아파메아(Apamea, 그리스어: Ἀπάμεια, 아파메이아; 아랍어: أفامية 아파미야[*])는 오론테스강 우안에 있던 고대 그리스-로마 도시다. 마케도니아 시대에 아파메네의 수도였으며, 후기 로마 속주 시리아 세쿤다의 수도이자 대주교좌가 되었고, 십자군 시대에도 다시 수도가 되었다.
인상적인 고대 유적 중에는 거의 2 km (1.2 mi)에 달하여 로마 세계에서 가장 길었던 아파메아의 대주랑과 로마 제국에서 현존하는 가장 큰 극장 중 하나로 좌석수가 20,000석을 넘는 것으로 추정되는 아파메아의 로마 극장이 있다.
이 유적은 현대 도시 칼라트 알마디크의 가장자리에 있으며, 시리아의 하마 (도시)에서 북서쪽으로 약 55 km (34 mi) 떨어져 가브 계곡을 내려다보고 있다.

## 역사

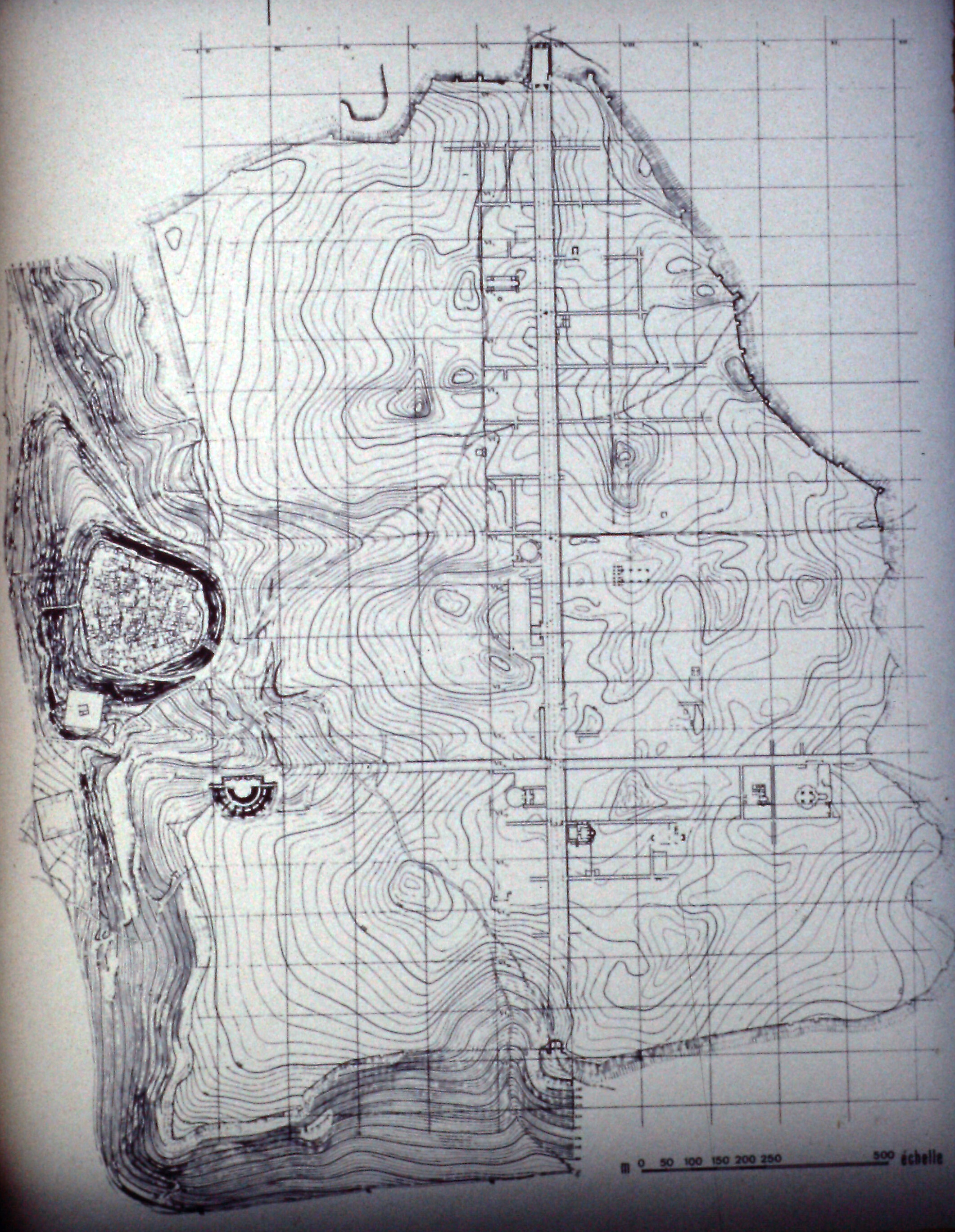
아파메아의 등고선 지도

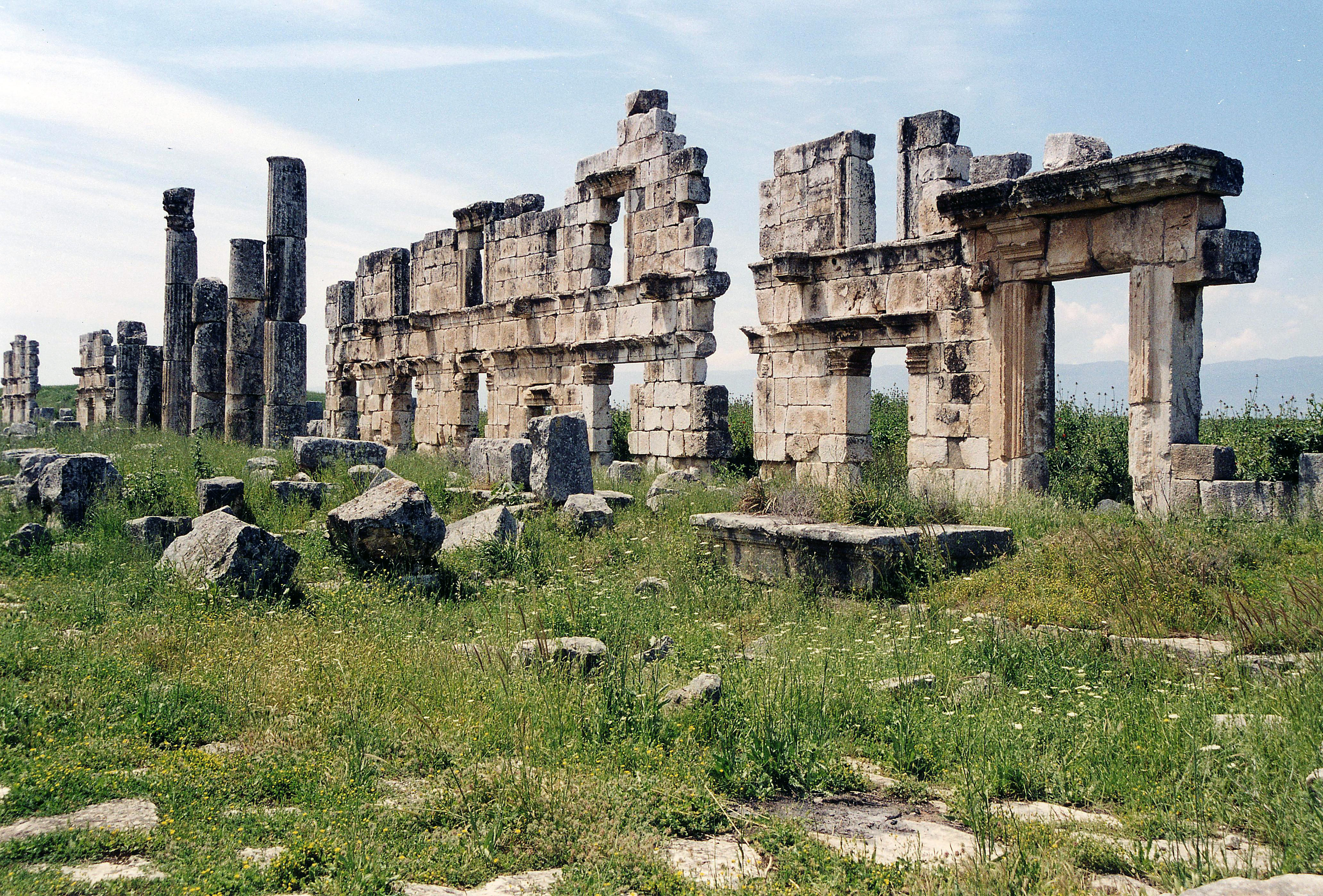
2002년 아파메아의 주랑 거리 옆 주택과 상점

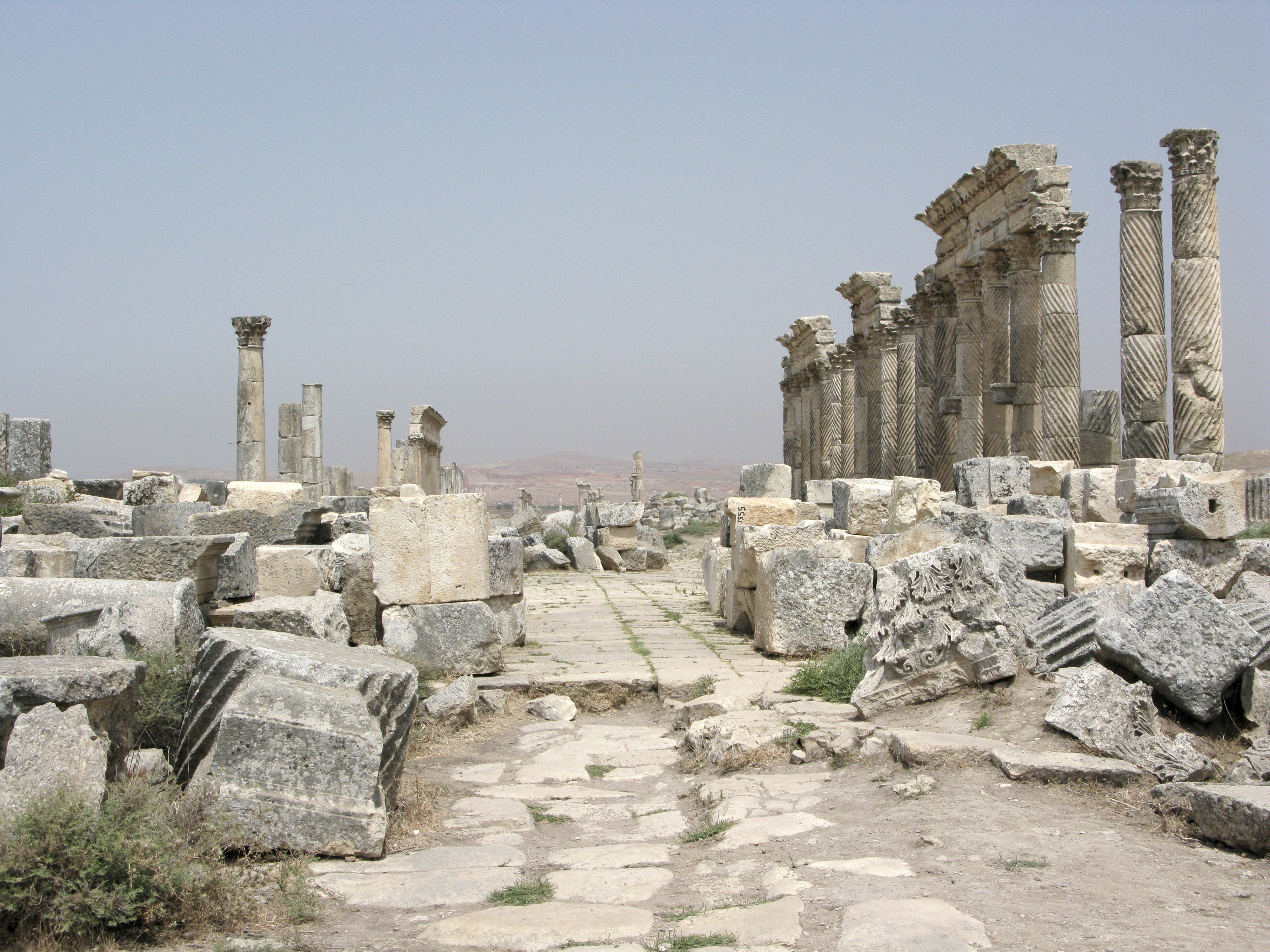
아파메아의 주랑 거리, 세부

### 헬레니즘 시대
알렉산드로스 대왕의 지역 정복과 그 후 장군들 간의 전쟁 이후, 그리고 2011년 발견된 헬레니즘 역사에 대한 새로운 역사적, 도상학적 자료인 아파메아 모자이크에 대한 올셰프스키와 사드의 새로운 해석에 따르면, 마케도니아 군사 기지(katoikia)인 펠라의 건설은 안티파트로스의 주도로 카산드로스의 영감을 받아 트라피라데이소스 조약(기원전 320년) 직후인 기원전 320년 가을에 이루어졌다. 이 해석에 비추어 저자들은 펠라의 건설을 알렉산드로스 대왕이나 안티고노스 1세 모노프탈모스에게 돌리는 이전 가설에 동의하지 않는다. 기원전 약 300년부터 펠라는 새로운 폴리스 지위를 얻었고, 셀레우코스 1세 니카토르에 의해 요새화되어 도시(폴리스)로 건설되었으며, 그의 박트리아 아내이자 소그디아 군벌 스피타메네스의 딸인 아파마의 이름을 따서 명명되었다. 이 유적은 오론테스강의 만곡부에 둘러싸여 있었는데, 호수와 습지와 함께 반도 형태를 이루어 체로네소스라는 다른 이름을 얻었다. 이곳은 동방 무역의 전략적 교차점에 위치했으며 시리아 테트라폴리스의 네 도시 중 하나가 되었다. 셀레우코스는 또한 이곳을 코끼리 500마리와 암말 30,000마리, 수말 300마리를 가진 군사 기지로 만들었다.
기원전 142년 이후, 사칭자 디오도토스 트리폰은 아파메아를 자신의 작전 기지로 삼았다.
Q. 아이밀리우스 세쿤두스는 서기 6년에 이 도시와 그 영토에 대한 인구 조사를 실시했는데, 그 조사를 통해 "117,000 hom(ines) civ(ium)"(117,000명의 시민 인간)을 집계했다. 이 수치는 사용된 방법에 따라 총 인구가 130,000명 또는 500,000명으로 해석될 수 있다.

### 초기 로마 시대
기원전 64년, 그나이우스 폼페이우스 마그누스는 아마도 안티오키아 또는 그 근처의 겨울 숙영지에서 남쪽으로 진군하여 아파메아 요새를 파괴했고, 도시는 로마 공화국에 편입되었다. 퀸투스 카이킬리우스 바수스의 시리아 반란 시에는 율리우스 카이사르에 대항하여 3년간 버티다가 기원전 46년에 카시우스가 도착하면서 함락되었다. 제1차 유대-로마 전쟁이 발발했을 때, 아파메아 주민들은 그들 가운데 살던 유대인들을 살려주었고, 그들이 살해되거나 포로로 끌려가지 않도록 했다. 아파메아는 기원전 40년에 폼페이우스-파르티아 연합군에게 잠시 점령당했다.
아파메아의 대부분은 서기 115년 지진으로 파괴되었지만, 이후 재건되었다.

### 후기 로마 및 비잔티움 시대
서기 218년부터 234년까지, 제2군단 파르티카는 아파메아에 주둔했으며, 이때 제국에 대한 찬탈자 마크리누스의 지지를 포기하고 엘라가발루스의 황제 등극을 지지했으며, 이후 마크리누스는 안티오키아 전투에서 패배했다.
위(僞)요나단 타르굼 (민. xxxiv. 11)에는 타르굼임 예루살렘 및 네오피티에 나타나는 셰팜(Shepham)이라는 도시 이름 대신 아파메아(אפמיאה)가 있다. 아파메아가 실질적으로 랍비 팔레스타인에 속했기 때문에, 그 도시의 아리스톤이 가져온 첫 열매는 예루살렘의 희생 제물로 받아들여졌다.
5세기 초, 아파메아는 시리아 프리마에서 분리된 후 시리아 세쿤다의 주도 지위를 얻었다.
이 도시는 6세기에 호스로 1세에 의해 파괴되었다. 602-628년 비잔티움-사산 전쟁 동안, 이 도시는 613년에 샤흐르바라즈에게 함락되었고 전쟁이 끝날 때까지 사산 왕조의 손에 있었다.

### 이슬람 시대
시리아 이슬람 정복 이후, 아파메아는 부분적으로 재건되었고 아랍어로 아파미야(Afāmiya) 또는 파미야(Fāmiya)로 알려졌다. 이 도시는 야르무크 전투 이후 알수카이라비야 시와 함께 정통 칼리파에 의해 정복되었다. 아파메아는 이후 적의 공격에 대한 경고를 위한 관측소로 사용되었다.
그곳에는 바라족과 바누 우드라 부족이 정착했다. 그러나 알레포를 기반으로 한 함단 왕조의 통치하에서야 비로소 중요성을 되찾았다. 1095년부터 1106년까지 칼라프 이븐 물라이브가 통치했지만, 아사신에 의한 칼라프 살해 후 갈릴리의 탕크레드가 도시를 차지했다. 1152년 지진으로 파괴되었다.

## 유적

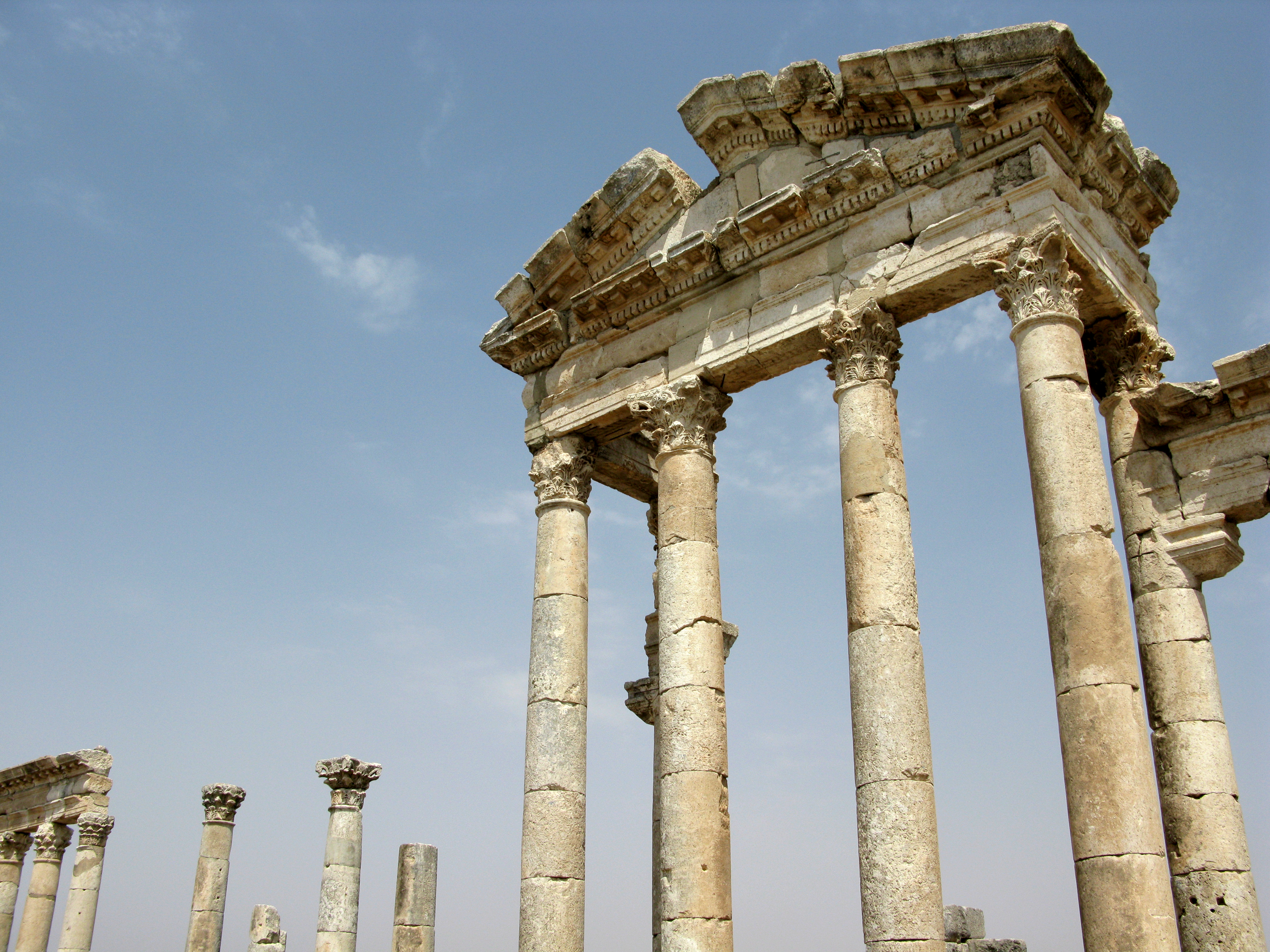
파사드(주랑 현관).

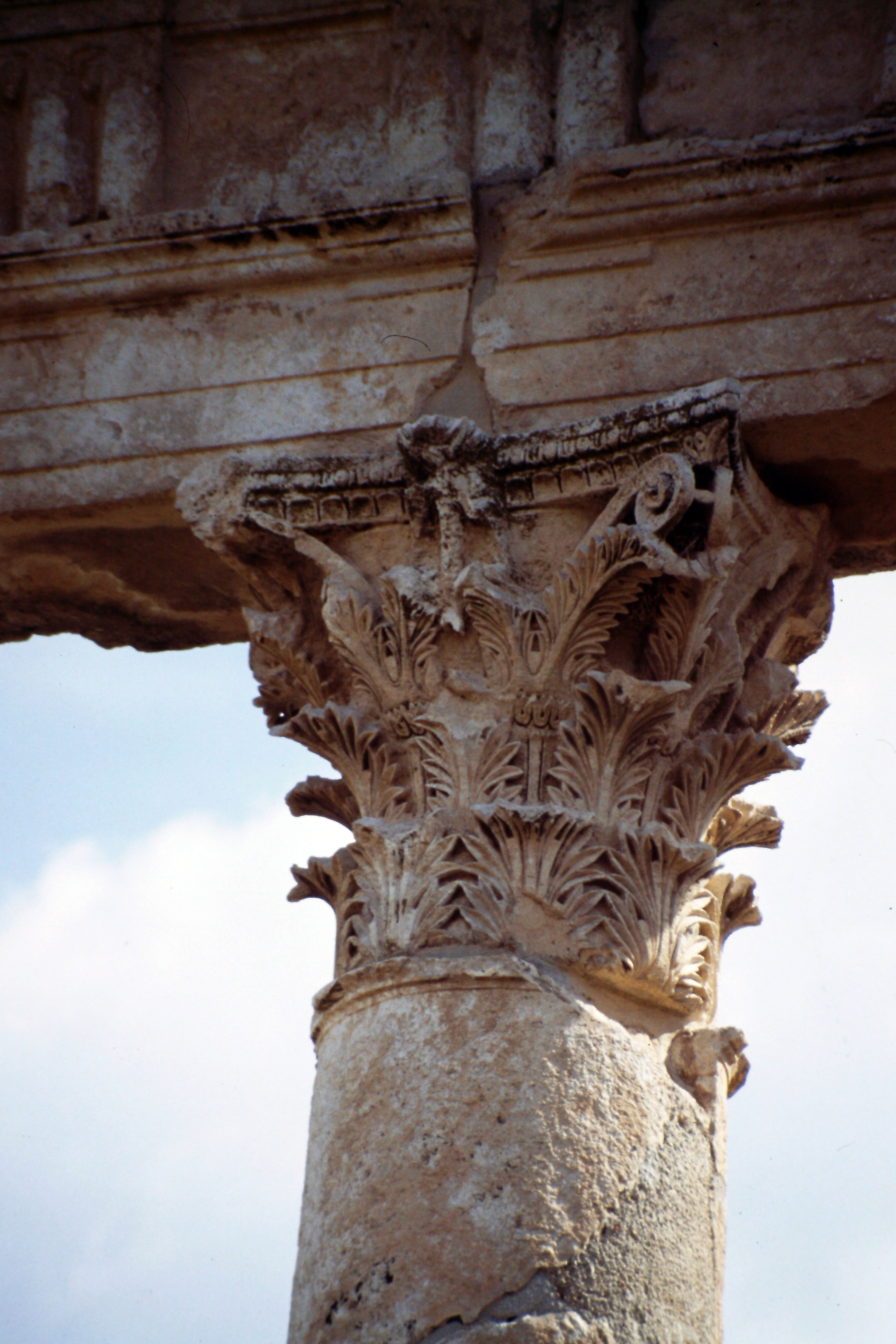
장식적인 유적의 예.

고대 아크로폴리스의 많은 유적은 아직도 서 있으며, 소조멘이 언급한 장식성이 높은 사원의 유적으로 추정된다. 현재는 칼라트 알마디크라고 불리는 고대 성벽 안에 둘러싸여 있으며, 고대 도시의 나머지 부분은 평원에서 발견된다.

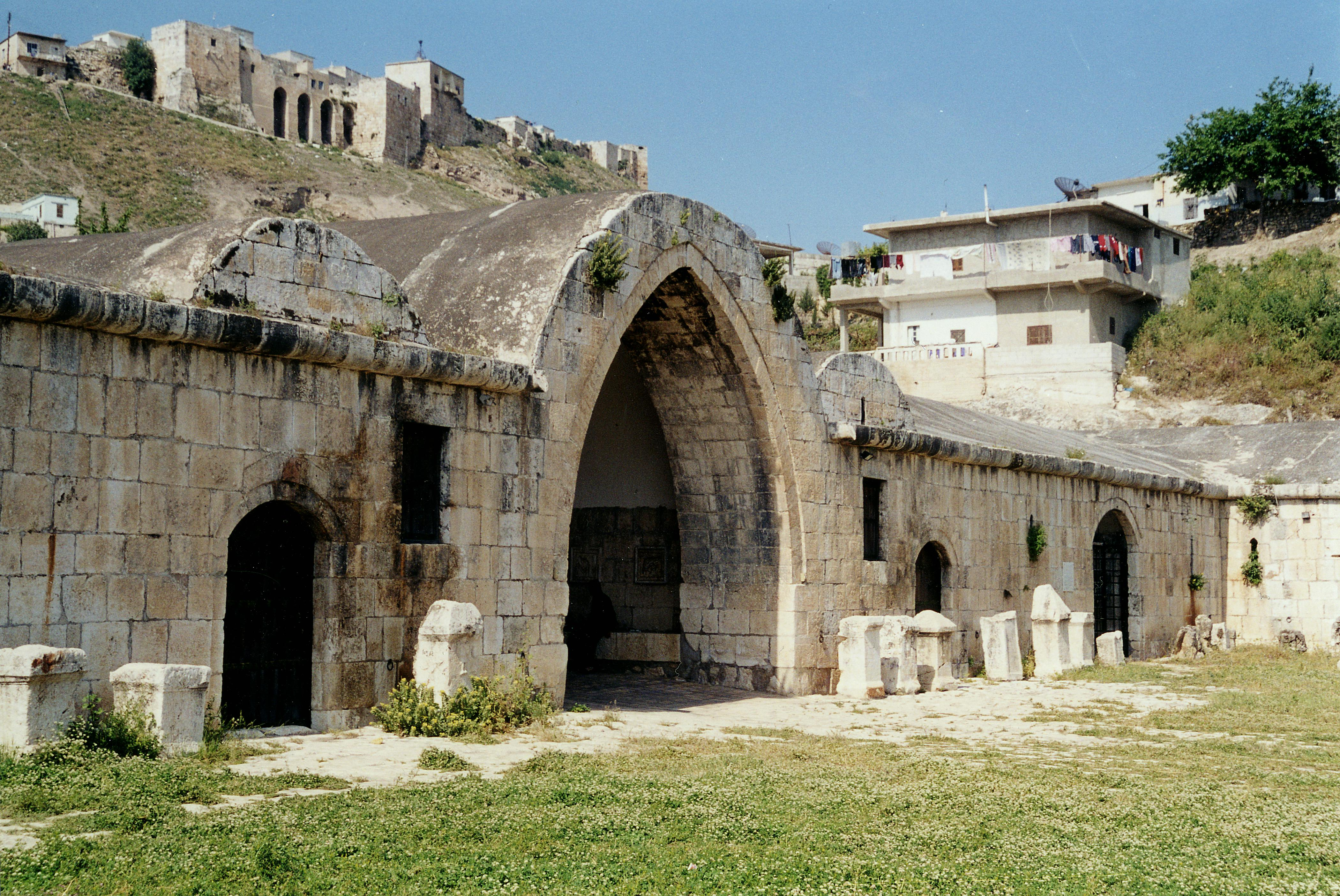
2002년 아파메아 박물관 안뜰 풍경

시리아 외에서 볼 수 있는 유적에서 가장 중요한 유물 컬렉션은 브뤼셀의 생캉트네르 박물관에 있으며, 여기에는 많은 중요한 건축 및 예술 작품이 포함되어 있다.
시리아 내전의 결과로, 고대 도시는 보물 사냥꾼들에 의해 손상되고 약탈당했다. 2017년 4월, 알마스다르 뉴스는 고대 유물을 찾기 위해 보물 사냥꾼들이 파놓은 수백 개의 구멍으로 유적지가 뒤덮인 위성 사진을 공개했다.

### 대주랑

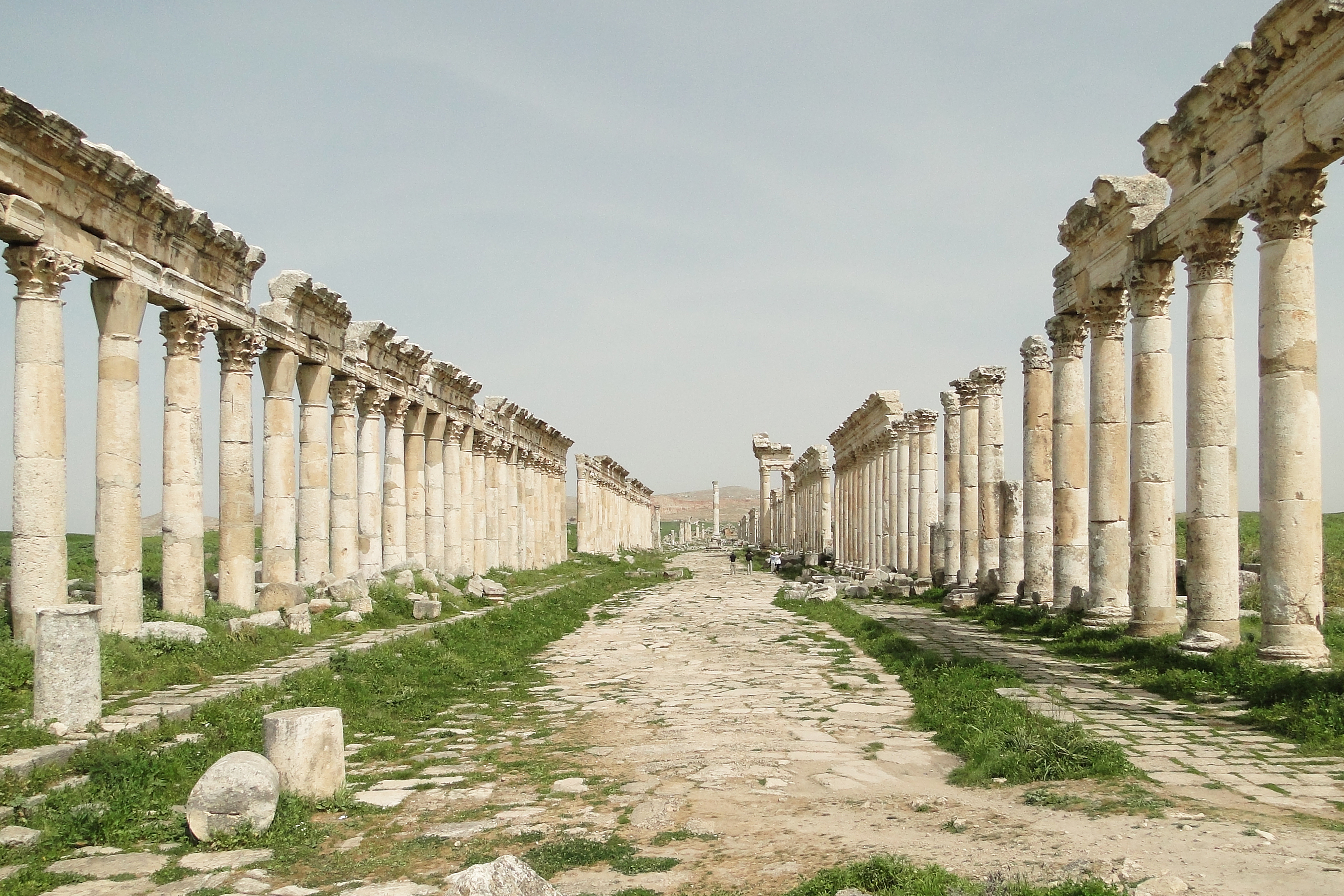
아파메아의 대주랑

대주랑은 아파메아의 주요 도로를 따라 위치했으며 거의 2 킬로미터 (1.2 mi)에 달하여 로마 세계에서 가장 긴 주랑 중 하나였다. 셀레우코스 제국 시대에 지어진 원래 주랑은 115년 지진으로 아파메아의 나머지 부분과 함께 파괴된 후 재건되었다. 재건은 즉시 시작되었고 2세기 동안 도시는 대주랑부터 완전히 재건되었다. 주랑은 도시의 "카르도 막시무스"를 구성하며 남북 축을 따라 정렬되었다. 도시의 북문에서 시작하여 주랑은 끊김 없이 남문까지 일직선으로 이어졌다. 주랑의 북쪽 3분의 1 지점에는 목욕탕 건너편에 서 있던 기념비적인 봉헌 기둥이 있다. 주랑은 도시 중심부를 통과했으며, 목욕탕, 아고라, 티케 신전, 님파이움, 로툰다, 아트리움 교회 및 바실리카를 포함한 여러 중요한 건물이 그 주변에 모여 있었다. 거리의 양쪽에는 6.15 미터 (20.2 ft) 너비의 주랑이 전체 길이에 걸쳐 이어졌다. 기둥은 높이 9 미터 (30 ft)이고 지름 0.9 미터 (2 ft 11 in)였다. 이들은 한 변이 1.24m이고 높이 0.47m인 정사각형 받침대 위에 서 있었다. 기둥은 두 가지 주요 디자인을 보여준다: 일반적인 것과 독특한 나선형 홈. 고고학자 장 라수스는 전자가 트라야누스 시대의 것이고 후자가 안토니누스 피우스 시대의 것이라고 주장한다. 주랑의 주랑 현관은 주랑의 전체 길이를 따라 광범위한 모자이크로 포장되어 있었다.
동로마 제국 황제 유스티니아누스 1세 통치하에, 주랑의 여러 부분이 복원되었다. 거리는 양쪽에 보도를 추가하여 12m로 좁아졌다. 거리의 여러 구간은 로마 시대 포장 도로가 정사각형 석회암 블록으로 만든 새로운 포장 도로로 대체되었다. 새로운 포장 도로는 완전히 개조된 배수 시스템도 덮었다. 유스티니아누스의 변경 사항에는 높이 9m의 기둥 4개와 높이 1m의 주두로 구성된 기념비적인 테트라스틸론을 세운 것이 포함되었다. 그러나 이 도시는 나중에 아다르마한 휘하의 사산 왕조에 의해 약탈당했다.
주랑의 재건된 부분은 브뤼셀의 생캉트네르 박물관에서 볼 수 있다.

### 로마 극장
원래 셀레우코스 제국 초기에 헬레니즘 양식 극장으로 지어진 이 극장은 로마 시리아 초기에 확장 및 개조되었으며, 이때 주요 무대와 입구가 보다 전형적인 로마식으로 재정비되었다. 115년 안티오키아 지진은 구조물에 심각한 피해를 입혔다. 이후 트라야누스와 하드리아누스의 후원 아래 즉시 재건되었다. 이 극장은 서기 3세기 전반에 더욱 확장되었다. 동로마 제국 하에 극장의 유역은 재정비되었고, 하부 무대 중앙을 가로질러 카나트가 건설되었다. 후기 비잔티움 시대에는 극장이 연극 공연장으로서의 역할을 멈추었다. 그러나 극장과 그 카나트는 비잔티움 및 이슬람 시대 동안 중요한 수원으로 계속 사용되었다. 이 극장은 오론테스강 계곡을 내려다보는 가파른 언덕에 지어졌다.
이 극장은 에페소스에 있는 극장과 함께 로마 제국에서 현존하는 가장 큰 극장 중 하나로, 추정 좌석수는 20,000석을 넘는다. 훨씬 더 큰 것으로 알려진 유일한 다른 극장은 로마의 폼페이우스 극장이다. 구조물의 대부분은 건축물 붕괴와 후대 시대의 광범위한 채석으로 인해 폐허가 되었으며, 현재까지 발굴된 부분은 전체 유적의 8분의 1에 불과하다. 이 극장의 주요 특징 중 하나는 물 저장조와 그 안에 사용된 정교한 로마식 배관 시스템이다. 최근 발굴된 테라코타 시스템은 동쪽 지상 입구를 따라 위치하며 잘 보존되어 있다.

### 대수렵 모자이크

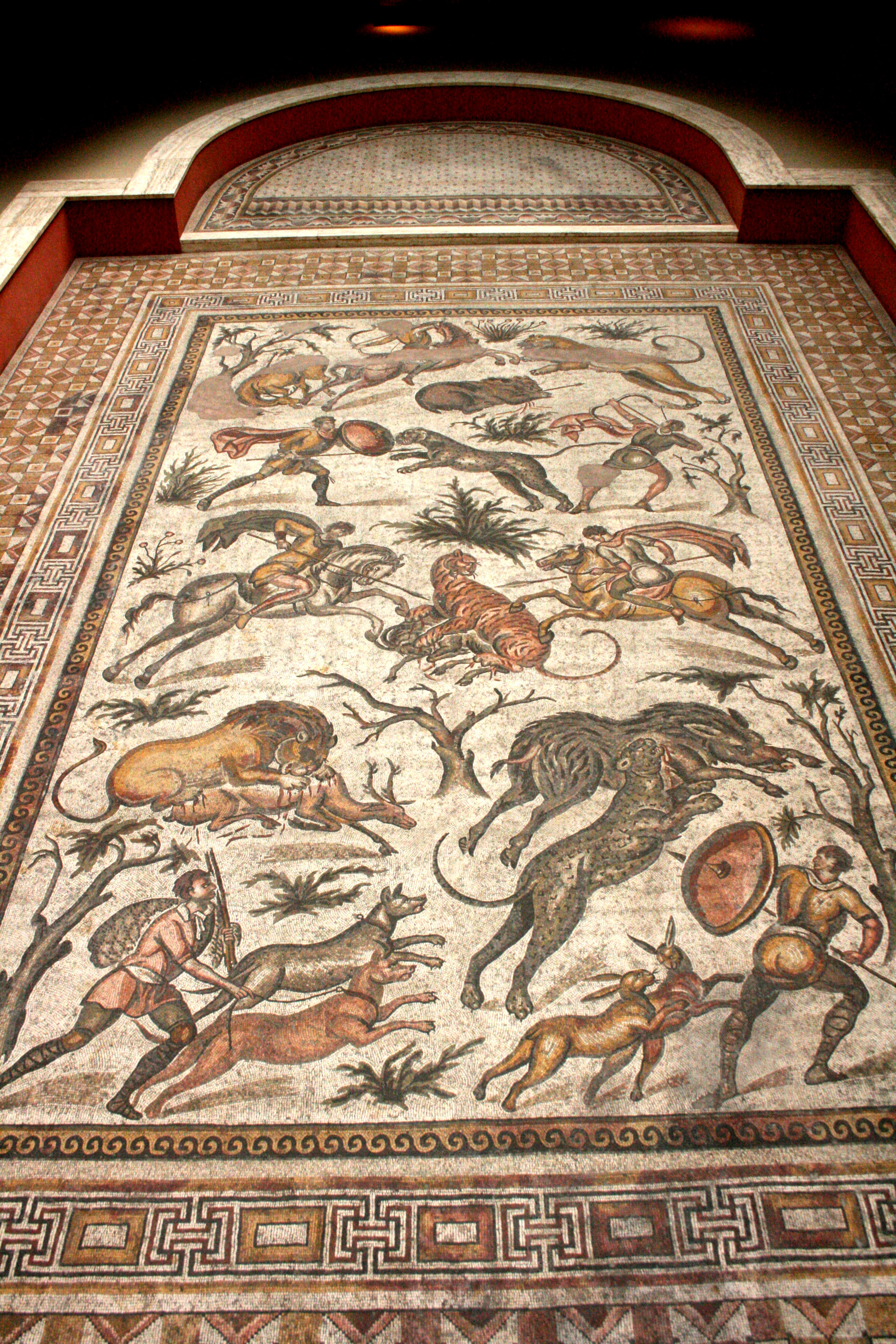
서기 414~420년 총독 관저의 대수렵 모자이크

현재 브뤼셀의 생캉트네르 박물관에 소장된 이 모자이크는 1935년 시리아 세쿤다 속주의 로마 총독 관저로 추정되는 리셉션 룸에서 발견되었다. 면적은 120m²이다.
이 거대한 모자이크는 서기 415-420년의 것으로, 이러한 유형의 구성 중 가장 권위 있는 것 중 하나이다. 기술적, 주제적으로 같은 시기의 콘스탄티노플에 있는 동로마 황제 궁전의 모자이크와 비교할 수 있다.
입구의 비문에는 "가장 아름다운 아펠리온 시대에, 트리클리니움은 고르피아이오스 달, 3차 표세기, 851년(서기 539년 9월)에 재건되었다"고 명시되어 있다.

### 회당
도시 중심부 근처에서 4세기 유대교 회당이 발견되었다. 이 회당은 서기 391년경의 기하학적 모자이크 바닥을 특징으로 한다. 모자이크에는 '대회당장'과 '하잔' 또는 '디아코노스'를 포함하여 기증자들의 이름과 그들의 직책을 기록한 19개의 비문이 새겨져 있다. 5세기에는 이 회당 터에 기독교 교회가 세워졌다.

## 주교구
기독교는 1세기 안에 이 지역에 전해졌다. 주교로는 다음이 있다:
- 아파메아의 마르켈루스 (서기 375년경 활동)
- 아파메아의 알렉산더 (서기 431년경 활동)
- 아파메아의 알파이오스 네오카이사리아 공의회 참석
- 아파메아의 율리아누스, 몬타누스주의 반대자 성인 (서기 3세기)
- 돔누스 (451년경 활동)
- 에피파니우스 (451/457년–471년 이후)[38]
- 이사악 (512년 이전 서품, 513/514년경 사망)[39]
- 스테판 (512년–516년)[39]
- 코스마스 (512년–516년)[39]
- 아파메아의 베드로, 단성론자[40] (515/516년–518/519년)

오늘날 여러 기독교 교단은 이 도시의 명목상 교구를 유지하고 있다. 여기에는 다음이 포함된다:
- 라틴 가톨릭 명목상 대교구
- 멜키트 가톨릭 명목상 대교구
- 시리아 가톨릭 명목상 대교구
- 마론파 가톨릭 명목상 교구

## 인물
- 알무끄타나 – (11세기 이스마일파 지사이자 드루즈 신앙의 창시자, 신성한 부름의 주요 해설자 및 지혜의 서한 여러 권의 저자)[41][42]
- 마리누스 – (근위대 사령관)
- 아르키게네스 – (의사)
- 디오도토스 트리폰 – (알렉산드로스 1세 발라스 왕 휘하 관리)
- 데살로니카의 아리스다르코 – (주교, 칠십인 제자 중 한 명)
- 에바그리우스 스콜라스티쿠스 – (6세기 역사가)
- 칼키스의 이암블리코스 – (신플라톤주의 철학자)
- 아파메아의 소파테르 – (소피스트이자 신플라톤주의 철학자)
- 아파메아의 알렉산더 – 5세기 주교
- 아파메아의 알키비아데스
- 유니아스 – (1세기 주교)
- 아파메아의 누메니우스 – (2세기 철학자)
- 폴리크로니우스 – (주교이자 몹수에스티아의 테오도로의 형제)
- 포세이도니오스 – (그리스 철학자이자 작가, 기원전 2세기-1세기)
- 에우누스 – 반란 노예이자 엔나의 자칭 왕, 로마 공화국에 대항하여 제1차 노예전쟁을 이끌었다.
- 위-오피안 시인
- 섹스투스 바리우스 마르켈루스 – (3세기 로마 기사이자 후기 누미디아의 총독. 율리아 소아이미아스의 남편이자 로마 황제 엘라가발루스의 아버지)
- 테오도레토스 – (5세기 주교)

## 같이 보기
- 칼라트 알마디크 (현대 도시)
- 아파메아 (바빌로니아)
- 고대 그리스 도시 목록
- 아파메아의 요한, 5세기 시리아 기독교 작가

## 참고 문헌
- Marek Titien Olszewski, Houmam Saad, "Pella-Apamée sur l'Oronte et ses héros fondateurs à la lumière d’une source historique inconnue: une mosaïque d’Apamée", in: M. P. Castiglioni, R. Carboni, M. Giuman, H. Bernier-Farella (eds.), Héros fondateurs et identités communautaires dans l’Antiquité, entre mythe, rite et politique, Morlacchi University Press, Padoue, pp. 365–416 (ISBN 978-88-9392-053-7)
- 윌리엄 스미스 (편집자); 그리스 로마 지리 사전, "아파메이아", 런던, (1854)
- R. F. 버턴과 T. 드레이크, 미탐사 시리아
- E. 자하우, 시리아 여행, 1883.